# بينيديتا بوركارولي
بينيديتا بوركارولي (مواليد 11 يونيو 1998) هي ممثلة إيطالية أشتهرت بدور كيارا التييري في مسلسل طفل.